# Іст-Грінбуш (переписна місцевість, Нью-Йорк)
Іст-Грінбуш (англ. East Greenbush) — переписна місцевість (CDP) в США, в окрузі Ренсселер штату Нью-Йорк. Населення — 6266 осіб (2020).

## Географія
Іст-Грінбуш розташований за координатами 42°35′33″ пн. ш. 73°42′8″ зх. д. / 42.59250° пн. ш. 73.70222° зх. д. (42.592596, -73.702358).  За даними Бюро перепису населення США в 2010 році переписна місцевість мала площу 6,92 км², з яких 6,90 км² — суходіл та 0,02 км² — водойми.

## Демографія
Згідно з переписом 2010 року, у переписній місцевості мешкало 4487 осіб у 1800 домогосподарствах у складі 1225 родин. Густота населення становила 649 осіб/км².  Було 1876 помешкань (271/км²).
Расовий склад населення:
| - 90,8 % — білих - 4,4 % — азіатів - 2,4 % — чорних або афроамериканців - 0,1 % — корінних американців |

До двох чи більше рас належало 1,7 %. Частка іспаномовних становила 2,5 % від усіх жителів.
За віковим діапазоном населення розподілялося таким чином: 23,6 % — особи молодші 18 років, 65,1 % — особи у віці 18—64 років, 11,3 % — особи у віці 65 років та старші. Медіана віку мешканця становила 39,7 року. На 100 осіб жіночої статі у переписній місцевості припадало 95,3 чоловіків;  на 100 жінок у віці від 18 років та старших — 93,5 чоловіків також старших 18 років.
Середній дохід на одне домашнє господарство  становив 100 889 доларів США (медіана — 88 583), а середній дохід на одну сім'ю — 119 965 доларів (медіана — 102 295). Медіана доходів становила 66 484 долари для чоловіків та 75 313 долари для жінок. За межею бідності перебувало 2,7 % осіб, у тому числі 0,0 % дітей у віці до 18 років та 0,0 % осіб у віці 65 років та старших.
Цивільне працевлаштоване населення становило 2618 осіб. Основні галузі зайнятості: освіта, охорона здоров'я та соціальна допомога — 25,1 %, виробництво — 12,7 %, науковці, спеціалісти, менеджери — 11,2 %, публічна адміністрація — 10,8 %.